# Балич Володимир
Балич Володимир (21.12.1895, м. Яворів, тепер Львівської обл. — після 29.05.1922 - дата смерті невідома). Український військовик, стрілець УСС, хорунжий УГА.                                                                           
Відповідно до українського законодавства є борцем за незалежність України у XX столітті.

## Біографія
Народився в сім’ї дяка. В 1914 році добровольцем вступив до лав УСС вступив і перебував на службі до розпаду Австро-Угорщини. Потім з 1 листопада 1918 року вступив до лав УГА службу проходив поки не потрапив "інтернований у Ланцуті" 15 червня 1921 року втік з табору для інтернованих до ЧСР та був "приділений до Йозефова". В майбутньому став слухачем Українського вільного університету.
29 травня 1922 році, перебуваючи у Празі, подав документи на економічно-кооперативний відділ УГА в Подебрадах. Одначе через брак документів йому було відмовлено.
Подальша доля невідома.